# Charte canadienne des droits et libertés
Lire en ligne

Lire sur le site du ministère de la Justice

Ne doit pas être confondu avec Charte des droits et libertés de la personne.
La Charte canadienne des droits et libertés est la première partie de la Loi constitutionnelle de 1982, texte fondamental de la Constitution du Canada depuis le 17 avril 1982. Son but est de protéger les droits des citoyens canadiens contre les actions, les politiques et les lois des gouvernements fédéraux et provinciaux, et d'unifier les Canadiens autour d'un ensemble de valeurs qui incarnent ces droits.
La Charte fut précédée par la Déclaration canadienne des droits, introduite par le gouvernement John Diefenbaker en 1960. Toutefois, la Déclaration des droits n'était qu'une loi fédérale plutôt qu'un document constitutionnel, et avait donc une portée beaucoup plus limitée et était facilement amendable. De plus, en tant que loi fédérale, elle ne pouvait s'appliquer aux institutions et lois provinciales. Ces défauts motivent certains au sein du gouvernement à vouloir améliorer la protection des droits, à l'instar du mouvement international pour les droits et libertés de la personne qui émergea après la Seconde Guerre mondiale avec la Déclaration universelle des droits de l'homme. La Charte est mise en vigueur par la Loi de 1982 sur le Canada du Parlement britannique durant le mandat du Premier ministre Pierre Elliott Trudeau en 1982.
Un des effets les plus notables de l'adoption de la Charte fut d'accroître de manière importante la portée de l'examen judiciaire, parce qu'elle est plus explicite sur la garantie des droits et le rôle des juges dans leur application que ne l'était la Déclaration des droits. Les tribunaux, confrontés à des violations des droits de la Charte, ont invalidé certaines lois fédérales et provinciales ou des parties de certaines lois. Toutefois, la Charte leur accorde de nouveaux pouvoirs d'introduire de manière créative des réparations et d'exclure davantage d'éléments de preuves lors des procès. Ces pouvoirs sont plus grands que ceux qu'on rencontrait auparavant dans un régime de common law et sous un système de gouvernement qui, sous l'influence du Royaume-Uni, était construit sur le principe de la souveraineté parlementaire. En conséquence, la Charte, bien appuyée par la majorité des Canadiens, est critiquée par ceux qui s'opposent à l'expansion du pouvoir judiciaire. (Voir gouvernement des juges.)
La Charte s'applique exclusivement à l'action des pouvoirs publics (parlements et gouvernements fédéral, provinciaux et municipaux, ainsi que les commissions scolaires publiques), mais non aux rapports privés des citoyens entre eux.
Le juriste québécois Roger Tassé fut à la tête de l'équipe de procureurs fédéraux chargée de rédiger la Charte canadienne des droits et libertés.

## Dispositions
En vertu de la Charte, les personnes physiquement présentes au Canada jouissent de nombreux droits civiques et politiques. La plupart des droits peuvent être exercés par toute personne juridique, y compris les entreprises (personnes morales), mais certains droits s'appliquent exclusivement aux personnes physiques. Les droits sont appliqués par les tribunaux en vertu de l'article 24 de la Charte, qui permet aux tribunaux d'accorder des réparations à ceux dont les droits ont été violés. Cet article permet également aux tribunaux d'exclure les éléments de preuve obtenus d'une façon contraire à la Charte et qui pourrait remettre en cause la réputation du système judiciaire. L'article 32 confirme que la Charte s'applique au gouvernement fédéral, aux territoires sous son autorité, et aux gouvernements des provinces.
La Charte consacre les droits et libertés suivants :
libertés fondamentales (article 2) : liberté de conscience, liberté de religion, liberté de pensée, liberté de croyance, liberté d'opinion, liberté d'expression et liberté de la presse, liberté de réunion pacifique, et liberté d'association.
droits démocratiques : de façon générale, le droit de participer à des activités politiques et le droit à la démocratie :
Article 3 : le droit de vote et d'être éligible aux élections.
Article 4 : la durée maximale des législatures est fixée à cinq ans.
Article 5 : les législatures doivent tenir au moins une séance par année.
droits de circulation et d'établissement (article 6) : le droit d'entrer et de quitter le Canada, et d'établir sa résidence dans toute province, ou de résider hors du Canada.
garanties juridiques : le droit des personnes dans leurs relations avec le système judiciaire et les forces de l'ordre, dont :
Article 7 : vie, liberté et sécurité de la personne.
Article 8 : protection contre les fouilles, les perquisitions ou les saisies abusives.
Article 9 : protection contre la détention arbitraire.
Article 10 : droits en cas d'arrestation ou de détention, notamment le droit à un avocat et le droit d'être informé de ce droit.
Article 11 : droits en matières criminelles et pénales, tels que la présomption d'innocence
Article 12 : protection contre les traitements ou peines cruels et inhabituels.
Article 13 : droit de ne pas s'accuser soi-même.
Article 14 : droit à l'assistance d'un interprète lors d'un procès.
droits à l'égalité (article 15) : droit au traitement égal devant la loi, indépendamment de toute discrimination.
droits linguistiques : De façon générale, le droit d'utiliser soit l'anglais ou le français dans les communications avec le gouvernement fédéral canadien et certains gouvernements provinciaux. De façon spécifique, les droits linguistiques consacrés dans la Charte comprennent :
Article 16 : le français et l'anglais sont les langues officielles du Canada et du Nouveau-Brunswick.
Article 16.1 : les communautés francophones et anglophones du Nouveau-Brunswick ont des droits égaux, notamment le droit à des institutions d'enseignement et à des institutions culturelles.
Article 17 : droit d'utiliser l'une ou l'autre des langues officielles au Parlement du Canada et à l'Assemblée législative du Nouveau-Brunswick.
Article 18 : les lois et les comptes rendus du Parlement et de l'Assemblée législative du Nouveau-Brunswick sont imprimés dans les deux langues officielles.
Article 19 : les deux langues officielles peuvent être utilisées dans les tribunaux fédéraux et du Nouveau-Brunswick.
Article 20 : droit de communiquer avec les gouvernements fédéral et du Nouveau-Brunswick et de recevoir des services dans l'une ou l'autre des langues officielles.
Article 21 : maintien des droits linguistiques existants hors de la Charte.
Article 22 : les droits linguistiques existants relatifs aux langues autres que le français ou l'anglais ne sont pas affectés par le fait que seuls les droits du français et de l'anglais se trouvent dans la Charte (par exemple, les droits à l'utilisation des langues autochtones sont maintenus même s'ils ne sont pas spécifiquement mentionnés dans la Charte).
droits à l'instruction dans la langue de la minorité (article 23) : droit de certains citoyens canadiens des communautés linguistiques minoritaires (francophones ou anglophones) à l'éducation dans leur propre langue.
Ces droits sont en général soumis à la disposition des limites raisonnables (article 1) et à la disposition dérogatoire (article 33). La disposition des limites raisonnables permet aux gouvernements de justifier certaines violations aux droits de la Charte. Chaque affaire dans laquelle une juridiction découvre une violation de la Charte nécessiterait donc une analyse de l'article 1 pour déterminer si le droit peut être maintenu. Les violations sont maintenues si le but de l'action gouvernementale est d'atteindre un objectif qui serait reconnu comme urgent ou important dans le cadre d'une société libre et démocratique, si la justification de la violation peut se démontrer. Ainsi, l'article 1 a été utilisé pour maintenir les lois interdisant certains comportements tels que les propos haineux et l'obscénité, qui pourraient en effet se trouver garantis par la Charte comme participant à la liberté d'expression. L'article 1 confirme également que tous les droits présents dans la Charte sont garantis.
La disposition dérogatoire autorise les gouvernements à passer outre aux droits et libertés inscrits à l'article 2 et aux articles 7 à 15, de façon temporaire pour une durée maximale de cinq ans ; passé ce délai, le recours à la disposition doit être renouvelé ou la disposition de la loi qui l'incorpore devient caduque. Le gouvernement fédéral ne l'a jamais invoquée, et on considère que son utilisation pourrait avoir de sérieuses conséquences politiques. Dans le passé, la disposition dérogatoire a été utilisée de façon systématique par le gouvernement du Québec (qui s'est opposé à l'introduction de la Charte, mais qui y est néanmoins soumis). Les provinces de la Saskatchewan et de l'Alberta ont également eu recours à la disposition dérogatoire, respectivement pour mettre fin à une grève et pour protéger la définition traditionnelle (hétérosexuelle) du mariage. Le territoire du Yukon a également adopté une loi qui invoquait la disposition dérogatoire, mais elle n'est jamais entrée en vigueur.
Les autres articles contribuent à clarifier la mise en pratique de la Charte.
Article 25 : la Charte ne porte pas atteinte aux droits et libertés existants des peuples autochtones. Les droits des autochtones, incluant les droits reconnus par les traités, jouissent de protections additionnelles à l'article 35 de la Loi constitutionnelle de 1982.
Article 26 : la Charte ne constitue pas une négation des autres droits ou libertés au Canada.
Article 27 : la Charte doit être interprétée avec l'objectif de promouvoir le multiculturalisme.
Article 28 : les droits et libertés de la Charte sont garantis également pour les personnes des deux sexes.
Article 29 : les droits et privilèges des écoles confessionnelles sont maintenus.
Article 30 : la Charte s'applique également aux territoires.
Article 31 : la Charte n'élargit pas les compétences des législatures.
Finalement, l'article 34 déclare que les 34 premiers articles de la Loi constitutionnelle de 1982 doivent être connus ensemble sous le titre de Charte canadienne des droits et libertés.

## Historique
La plupart des droits et libertés protégés par la Charte, dont le droit à la liberté d'expression, l'habeas corpus et la présomption d'innocence ont leurs origines dans un ensemble de lois canadiennes et de précédents juridiques souvent appelés « charte des droits implicite ». Bon nombre de ces droits furent également inclus dans la Déclaration canadienne des droits adoptée par le Parlement du Canada en 1960. Toutefois, la Déclaration des droits avait plusieurs failles. Contrairement à la Charte, il ne s'agissait que d'une loi ordinaire, qui pouvait être modifiée par une majorité simple au Parlement et ne s'appliquait qu'au gouvernement fédéral. Les tribunaux choisissaient également d'interpréter la Déclaration de façon conservatrice ; ils ne s'en servaient que très rarement pour invalider une loi contraire. La Déclaration des droits ne contenait pas tous les droits qui se trouvent aujourd'hui dans la Charte, omettant par exemple le droit de vote et la liberté de circuler à l'intérieur du Canada. Elle n'instaurait pas non plus le bilinguisme officiel, qui fut d'abord introduit au niveau fédéral par la Loi sur les langues officielles en 1969 (le Nouveau-Brunswick, qui comprend également une minorité francophone importante, a également adopté une loi sur le bilinguisme officiel la même année et a ensuite renforcé cette politique en la consacrant dans la Charte).
Le centenaire de la Confédération canadienne en 1967 provoque un intérêt accru pour la réforme constitutionnelle au sein du gouvernement. Les réformes envisagées incluaient l'amélioration de la protection des droits et le rapatriement de la Constitution du Canada, ce qui signifierait que le Parlement du Royaume-Uni n'aurait plus à donner son accord aux amendements constitutionnels. Le premier ministre de l'époque, Pierre Trudeau, donne au professeur de droit Barry Strayer le mandat d'enquêter sur la possibilité d'une éventuelle charte des droits. Dans la rédaction de son rapport, Strayer consulte un certain nombre d'experts en droit, incluant Walter Tarnopolsky. Le rapport de Strayer recommande plusieurs idées qui sont ensuite incluses dans la Charte, notamment la protection des droits linguistiques. Strayer recommande également d'exclure les droits économiques. Finalement, il recommande de permettre certaines limites à l'exercice des droits. Ces limites sont incluses dans les clauses des limites raisonnables et de dérogation de la Charte. En 1968, Strayer est nommé Directeur de la Division de droit constitutionnel du Bureau du Conseil privé et en 1974 il devient sous-ministre adjoint de la Justice. Au cours de ces années, Strayer joue un rôle dans la rédaction de la Charte qui fut finalement adopté.
Pendant ce temps, Trudeau, devenu chef du Parti libéral et premier ministre du Canada en 1968, désire toujours une charte des droits constitutionnelle. Le gouvernement fédéral et les provinces discutent de la création d'une telle charte lors d'une des négociations sur le rapatriement, qui a donné naissance à la Charte de Victoria en 1971. Cette charte ne fut toutefois jamais adoptée. Trudeau persiste néanmoins dans ses efforts du rapatriement de la Constitution du Canada ; au cours du référendum de 1980 au Québec, il promet du changement si le « NON » l'emporte. En 1982, la Loi constitutionnelle de 1982 entre en vigueur par la proclamation de la Loi de 1982 sur le Canada.
L'inclusion d'une charte des droits dans la Loi constitutionnelle fait l'objet de nombreux débats. Le 2 octobre 1980, Trudeau s'adresse aux Canadiens à la télévision et annonce son intention de rapatrier la constitution de façon unilatérale en y incluant une charte des droits qui garantirait les libertés fondamentales, les droits démocratiques, la liberté de circulation et d'établissement, des garanties juridiques, d'égalité, et linguistiques. Il ne veut pas d'une disposition de dérogation. Sa proposition jouit d'un certain appui populaire, mais les dirigeants des provinces s'opposent à la limitation potentielle de leurs pouvoirs. L'opposition progressiste-conservatrice craint un biais libéral des juges lorsque les tribunaux seront appelés à faire respecter les droits. De plus, le Parlement britannique rappelle son droit de maintenir l'ancienne forme de gouvernement du Canada. À la suggestion des conservateurs, le gouvernement Trudeau accepte donc de former un comité de sénateurs et de députés pour examiner plus en profondeur la charte proposée ainsi que le plan de rapatriement. Au cours de cet examen, 90 heures sont passées à la seule étude de la charte des droits, toutes filmées pour la télévision, tandis que des experts de droits civiques et divers groupes d'intérêts font part de leurs perceptions des lacunes et faiblesses de la charte et leurs propositions pour y remédier. Comme le Canada avait un système de gouvernement parlementaire, et comme les juges n'étaient pas perçus comme ayant protégé les droits de façon suffisamment efficace par le passé, on remettait en doute la volonté de Trudeau de les nommer en tant que gardiens de la Charte. Le Parti progressiste-conservateur affirme que les élus du peuple seraient plus dignes de confiance. Il est éventuellement décidé d'accorder ce pouvoir aux tribunaux. Sous la pression des groupes libertaires, les juges acquièrent même le pouvoir d'exclure des éléments de preuve présentés lors de procès si ces éléments avaient été obtenus d'une manière contraire à la Charte, une disposition que la Charte ne devait pas contenir à l'origine. À mesure que le processus avance, de plus en plus de dispositions sont ajoutées à la Charte, dont le droit à l'égalité pour les personnes handicapées, davantage de garanties pour l'égalité des sexes et la reconnaissance du multiculturalisme canadien. La disposition des limites raisonnables est également modifiée pour mettre moins l'accent sur l'importance du système parlementaire et davantage sur la justification de telles limites dans le cadre d'une société libre ; cette logique était plus en phase avec le développement du mouvement des droits de la personne autour du monde à la suite de la Seconde Guerre mondiale.
Dans sa décision dans le Renvoi sur la modification de la Constitution (1981), la Cour suprême du Canada avait tranché qu'il existait une tradition qu'un certain consentement des provinces devait être recherché pour la réforme constitutionnelle. Comme les provinces avaient des réticences sur les mérites de la Charte, Trudeau est forcé d'accepter l'idée d'une disposition permettant aux gouvernements de déroger à certaines de leurs obligations. La disposition dérogatoire est acceptée dans un accord qu’on appelle l’ « Accord de la cuisine » après les négociations du procureur général du Canada Jean Chrétien, du ministre ontarien de la Justice Roy McMurtry et du ministre saskatchewanais de la Justice Roy Romanow. Les pressions des gouvernements provinciaux et de la gauche politique, surtout le Nouveau Parti démocratique, empêchent également l'inclusion des droits protégeant la propriété privée.
Toutefois, le Québec n'appuie ni la Charte ni la Loi de 1982 sur le Canada. Bien des fédéralistes affirment que le gouvernement péquiste de l'époque était tout simplement peu enclin à la coopération, étant plus intéressé par l'accession à la souveraineté du Québec. René Lévesque, le premier ministre du Québec, s'oppose à la vision qu'il trouve trop centraliste de Trudeau ; il n'est pas informé des négociations et de l'accord survenu durant la soirée du 4 novembre 1981. Il s'oppose également à la liberté de circulation et d'établissement et aux droits à l'instruction dans la langue de la minorité. La Charte s'applique quand même au Québec parce que toutes les provinces sont soumises à la Constitution. Toutefois, l'opposition du Québec au rapatriement de 1982 a mené à deux tentatives d'amender la Constitution (l'Accord du lac Meech et l'Accord de Charlottetown) qui visaient principalement à obtenir l'accord du Québec à l'ordre constitutionnel canadien ; ces tentatives se sont toutes deux soldées par l'échec.
Bien que la Charte canadienne des droits et libertés ait été adoptée en 1982, ce n'est qu'en 1985 que les principales dispositions concernant les droits à l'égalité (article 15) entrent en vigueur. Ce délai servait à donner aux gouvernements fédéral et provinciaux le temps d'examiner leurs lois existantes pour abroger les inégalités potentiellement inconstitutionnelles.
La Charte a été modifiée depuis son adoption. L'article 25 a été modifié le 21 juin 1984 afin de reconnaitre explicitement des droits supplémentaires quant aux revendications territoriales autochtones, et l'article 16.1 fut ajouté le 12 mars 1993. Une proposition d'amendement garantissant les droits des fœtus et des embryons humains, présentée en 1986, a été défaite au Parlement. D'autres projets de modification de la Constitution, dont l'Accord de Charlottetown en 1992, ne furent jamais adoptés. Ces modifications auraient spécifié que la Charte devait être interprétée de manière à respecter la « société distincte » du Québec, et auraient ajouté plusieurs dispositions à la Loi constitutionnelle de 1867 concernant l'égalité des sexes et l'égalité des races, ainsi que les droits collectifs et les droits des communautés linguistiques minoritaires. L'accord avait été négocié par divers groupes d'intérêts ; toutefois, Pierre Trudeau (alors à la retraite) trouvait les nouvelles dispositions si vagues qu'il craignaient qu'elles entreraient en conflit avec les droits individuels de la Charte. Il trouvait que les droits seraient minés si les tribunaux devaient favoriser les politiques des gouvernements provinciaux, puisque les gouvernements recevraient la responsabilité des minorités linguistiques. Pierre Trudeau a joué un rôle de premier plan dans le mouvement d'opposition à l'Accord de Charlottetown.

## Interprétation et mise en application
La tâche d'interpréter et mettre en application la Charte des droits et libertés revient aux tribunaux, la Cour suprême du Canada étant l'autorité finale en la matière.
Avec la confirmation de la suprématie de la Charte par l'article 52 de la Loi constitutionnelle de 1982, les tribunaux continuent leur pratique d'invalider les lois ou les parties de lois jugées inconstitutionnelles, comme ils l'avaient fait auparavant dans les cas concernant le fédéralisme. Toutefois, par l'article 24 de la Charte, les tribunaux ont acquis des pouvoirs accrus pour forcer l'application de réparations et exclure davantage d'éléments de preuve lors de procès. Les tribunaux ont depuis rendu plusieurs jugements importants, incluant R. c. Morgentaler (1988), qui a invalidé la loi interdisant l'avortement au Canada, et Vriend c. Alberta (1998), dans laquelle la Cour suprême a tranché que l'exclusion des homosexuels par la province de la protection contre la discrimination violait l'article 15. Dans ce dernier cas, la Cour a ensuite jugé
que cette protection était sous-entendue dans la loi.
Les tribunaux peuvent être saisis de questions relatives à la Charte de plusieurs façons. Certains demandeurs peuvent être poursuivis en vertu d'une loi qu'ils affirment être inconstitutionnels. D'autres peuvent considérer que les services et politiques du gouvernement ne sont pas appliqués en conformité avec la Charte, et demandent une injonction contre le gouvernement aux cours de première instance (comme ce fut le cas lors de l'affaire Doucet-Boudreau c. Nouvelle-Écosse (Ministre de l'Éducation)). Un gouvernement peut également soulever une question de droit en soumettant une question de référence aux tribunaux plus élevés ; par exemple, le gouvernement du premier ministre Paul Martin avec une question sur la Charte dans le cas du Renvoi relatif au mariage entre personnes du même sexe (2004). Les gouvernements provinciaux peuvent également faire de même avec leurs tribunaux supérieurs. Le gouvernement de l'Île-du-Prince-Édouard a agi de cette façon en posant une question à sa Cour suprême provinciale sur le sujet de l'indépendance judiciaire sous l'article 11.

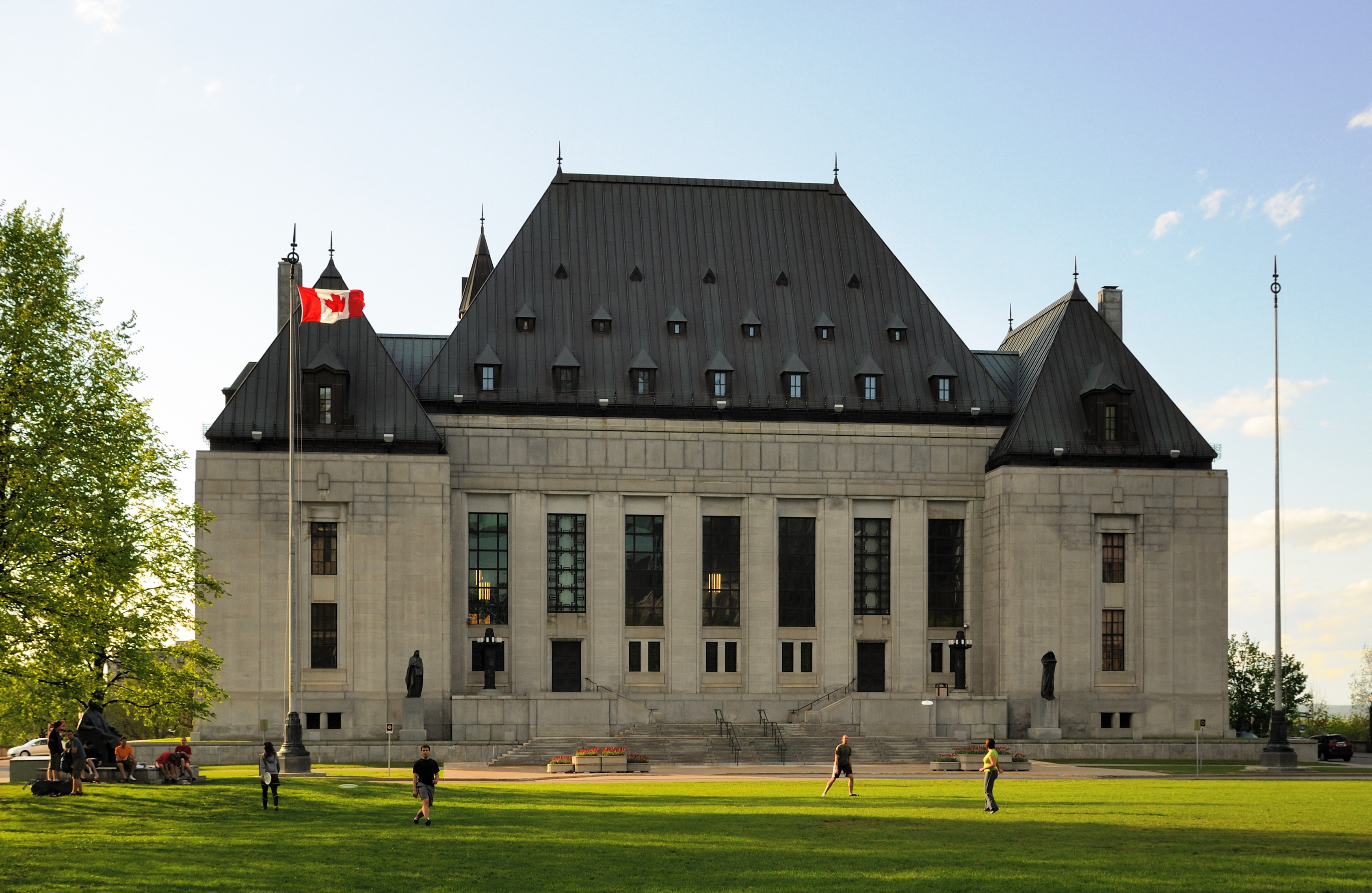
L'édifice de la Cour suprême du Canada à Ottawa, l'autorité suprême en matière d'interprétation de la Charte

Lors de certaines affaires importantes, les juges ont développé divers tests et précédents pour aider à l'interprétation de dispositions spécifiques de la Charte, dont le « test Oakes » pour l'article 1, présenté dans l'affaire R c. Oakes (1986) et le « test de Law » pour l'article 15, développé dans le jugement Law c. Canada (1999) Depuis le Renvoi sur la Motor Vehicle Act (C.-B.) en 1985, différentes approches pour la définition et l'expansion de la portée de la justice fondamentale sous l'article 7 ont été adoptées.
En général, les cours ont adopté une interprétation avantageuse des droits reconnus de la Charte. Depuis les premières affaires, comme Hunter c. Southam (1984) et R. c. Big M Drug Mart (1985), le pouvoir judiciaire ne s'est pas focalisé sur le sens traditionnel et limité de chaque droit, tels qu'ils avaient été conçus au moment où la Charte a été adoptée en 1982, mais a changé la portée de ces droits pour leur donner un contenu plus large. On présume habituellement que l'objectif des dispositions de la Charte est d'accroître les droits et libertés des individus en une variété de circonstances, aux dépens des pouvoirs du gouvernement. L'expert constitutionnel Peter Hogg approuve cette approche généreuse dans certains cas, bien que pour d'autres il affirme que l'objectif des dispositions n'était pas d'en arriver à un ensemble de droits aussi large que les tribunaux ont imaginé. En effet, cette approche ne manque pas de critiques. L'homme politique albertain Ted Morton et le professeur en science politique Rainer Knopff sont très critiques de ce phénomène. Bien qu'ils estiment que la doctrine de « l'arbre vivant » (le nom qu'on donne aux interprétations généreuses de la Constitution du Canada) sur laquelle se fonde cette approche est saine, ils affirment que la jurisprudence relative à la Charte a été plus radicale. Lorsque la doctrine de l'arbre vivant est appliquée correctement, selon les deux auteurs, « l'orme demeure un orme ; de nouvelles branches lui poussent, mais il ne se transforme pas en chêne ou en saule». La doctrine peut être utilisée, par exemple, pour qu'un droit soit maintenu même lorsqu'un gouvernement menace de le violer avec une nouvelle technologie, pourvu que l'essence même du droit reste la même ; les auteurs affirment toutefois que les tribunaux ont utilisé la doctrine pour « créer de nouveaux droits ». À titre d'exemple, les auteurs notent que la protection de la Charte contre l'incrimination de soi-même a été étendue jusqu'à couvrir des scénarios dans le système judiciaire qui n'avait pas précédemment été réglementé par les droits contre l'auto-incrimination dans les autres lois canadiennes.
Une autre approche générale à l'interprétation des droits de la Charte est de prendre en compte des précédents établis aux États-Unis sous leur Déclaration des droits, qui a influencé le texte de la Charte et a donné naissance à beaucoup de discussion sur la portée des droits dans un système démocratique basé sur la common law et la façon dont les Chartes de droits doivent être appliquées par les tribunaux. Toutefois, la jurisprudence américaine n'est pas infaillible. La Cour suprême du Canada a dit des lois canadiennes et américaines qu'elles furent « établies dans des pays différents à des époques différentes et dans des circonstances très différentes ». Des organismes juridiques ont également été formés et interviennent fréquemment dans les affaires pour prêter main-forte aux tribunaux dans le processus d'interprétation de la Charte. À titre d'exemple, citons la Canadian Civil Liberties Association, le Congrès du travail du Canada et le Fonds d'action et d'éducation juridique des femmes (FAEJ).
Une autre approche à la Charte, adoptée par les tribunaux, est le principe de dialogue, qui implique une plus grande participation des gouvernements élus. Cette approche comprend l'adoption par les gouvernements de nouvelles législations en réponse aux décisions de la cour et la reconnaissance par la cour de ces efforts si les nouvelles législations sont attaquées en vertu de la Charte.

## Comparaison avec d'autres déclarations de droits

La Déclaration des droits américaine a influencé le texte de la Charte, mais ses dispositions sont interprétées de façon plus conservatrice. Néanmoins, les cas canadiens et américains ont souvent un résultat semblable puisque les droits de la Charte sont limités par l'article 1 de la Charte.

Certains députés au Parlement du Canada estimaient que la volonté de consacrer une charte était contraire au modèle britannique de souveraineté parlementaire. D'autres affirment que la Convention européenne des droits de l'homme limite aujourd'hui le pouvoir du Parlement britannique de façon beaucoup plus grande que ne l'a fait la Charte pour le Parlement canadien et les législatures provinciales. Le constitutionnaliste Peter Hogg a avancé l'hypothèse que les Britanniques ont adopté la Convention européenne en partie parce qu'ils étaient inspirés par l'exemple semblable de la Charte canadienne.
La Charte canadienne est semblable en de nombreux points à la Convention européenne, particulièrement par les clauses de limitations contenues dans le document européen. La principale raison de ces similitudes est que la Charte canadienne et la Convention européenne sont toutes deux inspirées de la Déclaration universelle des droits de l'homme. À cause de ces similitudes, la Cour suprême du Canada s'inspire non seulement des cas de jurisprudence relative à la Constitution des États-Unis d'Amérique en interprétant la Charte, mais aussi des jurisprudences de la Cour européenne des droits de l'homme.
La principale différence entre la Déclaration des droits des États-Unis et la Charte canadienne est l'existence des dispositions de limitation et de dérogation. Par conséquent, les tribunaux canadiens tendent à interpréter chaque droit de façon plus généreuse ; toutefois, à cause de la disposition de limitation, là où il y a violation d'un droit, la loi ne garantit pas nécessairement la protection de ce droit. Par comparaison, les droits dans la Déclaration américaine sont absolus ; ainsi, une violation ne sera pas trouvée à moins qu'il y ait eu une enfreinte importante de ce droit. L'effet net est que les deux constitutions offrent une protection comparable de la plupart des droits. La justice fondamentale (à l'article 7 de la Charte canadienne) est interprétée de manière à inclure davantage de protections juridiques que le due process, l'équivalent américain. La liberté d'expression à l'article 2 a également une portée plus grande que le droit à la liberté de parole dans le premier amendement de la constitution américaine. À titre d'exemple, dans le jugement SDGMR c. Dolphin Delivery (1986), la Cour suprême du Canada était appelée à se prononcer sur un type de piquet de grève interdit en vertu du premier amendement américain, puisqu'il s'agissait de comportements perturbateurs (même si le piquet de grève incluait certaines formes d'expression qui seraient habituellement protégées par le premier amendement). La Cour suprême a toutefois jugé que le piquet de grève, incluant les comportements perturbateurs, étaient pleinement protégés sous l'article 2 de la Charte. La Cour s'est ensuite fondée sur l'article 1 pour juger que l'injonction contre le piquet de grève était juste. La clause des limites raisonnables a également permis aux gouvernements canadiens d'adopter des lois qui seraient inconstitutionnelles aux États-Unis. À titre d'exemple, la Cour suprême du Canada a maintenu certaines des restrictions à l'utilisation de l'anglais dans l'affichage au Québec et a maintenu des interdits de publication qui empêchent les médias de mentionner les noms des délinquants juvéniles.
L'article 28 de la Charte remplit une fonction semblable à la Equal Rights Amendment aux États-Unis. Toutefois, l'amendement américain sur l'égalité des droits n'a pas été ratifié à l'heure actuelle. Cette situation est possiblement le résultat de la mauvaise réaction que l'amendement a suscité chez la droite religieuse aux États-Unis ; il n'y eut aucun mouvement d'opposition de ce type à l'article 28 de la Charte. Néanmoins, les organisations féministes ont tout de même organisé de grandes manifestations pour exprimer leur appui à l'inclusion de cette section.
Il existe plusieurs parallèles entre la Charte canadienne et le Pacte international relatif aux droits civils et politiques, mais dans certains cas le texte du Pacte va plus loin que celui de la Charte. Par exemple, un droit à l'assistance juridique a été déduit de l'article 10 de la Charte, mais le Pacte garanti explicitement qu'une personne a droit à un avocat sans frais « si elle n'a pas les moyens de le rémunérer».
La Charte canadienne ne dit pas grand-chose, du moins explicitement, sur les droits économiques et sociaux. Sur ce point, elle est très différente de la Charte québécoise des droits et libertés de la personne et du Pacte international relatif aux droits économiques, sociaux et culturels. Certains croient que des droits économiques devraient être déduits de l'article 7, qui garantit le droit à la sécurité de la personne, et de l'article 15 qui garantit le droit à l'égalité, pour rendre la Charte plus semblable au Pacte. L'argument est que les droits économiques sont liés à un niveau de vie acceptable et peuvent contribuer à ce que les droits civiques fleurissent dans un environnement vivable. Les cours canadiennes sont toutefois hésitantes dans ce domaine, affirmant que les droits économiques sont une question de nature politique ; elles ajoutent qu'en tant que droits positifs, la légitimité des droits économiques peut être remise en question.

## LaCharteet les valeurs nationales
L'intention derrière l'adoption de la Charte était qu'elle puisse être une source de valeurs nationales et d'unité nationale. Selon le professeur Alan Cairns, « l'objectif initial du gouvernement fédéral était le développement d'une identité pancanadienne » Trudeau lui-même a écrit dans ses Mémoires que le Canada pouvait désormais se définir comme une société où tous sont égaux et partagent certaines valeurs fondamentales fondées sur la liberté, et que tous les Canadiens pouvaient s'identifier aux valeurs de la liberté et de l'égalité.
1. Elle consacre de façon permanente le statut du français comme langue officielle du Canada au même titre que l’anglais;
2. Elle oblige le gouvernement fédéral et ses agences à servir les citoyens canadiens dans la langue officielle de leur choix;
3. Elle garantit les droits des minorités francophones des diverses provinces du Canada à faire éduquer leurs enfants dans leur langue, là où le nombre le justifie;
4. Elle étend aux citoyens anglophones des autres provinces que le Québec qui viennent s’établir au Québec le droit à l’école anglaise;
5. Elle inscrit dans la Constitution du Canada l’engagement du Nouveau-Brunswick à faire du français et de l’anglais les langues officielles de cette province et à assumer en matière de langue devant les tribunaux et à la législature les mêmes obligations que l’article 133 de la Loi constitutionnelle de 1867 et l’article 23 de la Loi de 1870 sur le Manitoba imposent actuellement au Québec et au Manitoba;
6. Elle confirme l’égalité des deux communautés linguistiques française et anglaise du Nouveau-Brunswick;
7. Elle proclame l’engagement du gouvernement fédéral à respecter et à encourager le pluralisme culturel du Canada.

L'objectif unificateur de la Charte était particulièrement important pour les droits de circulation et les droits linguistiques. L'auteur Rand Dyck affirme que selon certains experts, l'article 23, qui garantit le droit à l'instruction dans la langue de la minorité, était « la seule partie de la Charte dont Pierre Trudeau se préoccupait réellement. », Grâce aux droits linguistiques et aux droits de circulation, les Canadiens francophones, qui se retrouvent au centre des débats sur l'unité nationale, peuvent circuler dans tout le Canada et recevoir des services gouvernementaux et des services d'éducation dans leur propre langue. Ainsi, ils ne sont plus confinés au Québec (la seule province où les francophones sont majoritaires et où résident la majorité des francophones du Canada) ce qui aurait davantage polarisé le pays sur des lignes régionales. La Charte devait également standardiser les lois précédemment différentes à travers le pays et les fonder sur un même principe de liberté.
L'ancien premier ministre de l'Ontario, Bob Rae, a affirmé que la Charte est un symbole pour tous les Canadiens parce qu'elle représente la valeur fondamentale qu'est la liberté. Le professeur Peter H. Russell se montre plus sceptique sur la valeur de la Charte dans ce domaine. Cairn, qui considère que la Charte est le document constitutionnel le plus important aux yeux de la plupart des Canadiens et que la Charte devait servir d'outil pour façonner l'identité canadienne, a également exprimé des craintes selon lesquelles des groupes au sein de la société voient certaines dispositions comme leur appartenant en propre plutôt qu'à tous les Canadiens. De plus, certaines questions soulevées par la Charte, comme l'avortement et la pornographie, demeurent controversées. Nonobstant ces faits, des sondages en 2002 tendaient à démontrer que les Canadiens considèrent généralement que la Charte représente bien le Canada, et ce malgré le fait que plusieurs n'en connaissent pas le contenu.
Les seules valeurs mentionnées par le préambule de la Charte sont la reconnaissance de la suprématie de Dieu et la primauté du droit, mais elles sont contestées par certains et n'ont que peu de conséquences légales. En 1999, le député Svend Robinson a déposé une proposition à la Chambre des communes du Canada pour amender la Charte afin d'en retirer toute mention de Dieu, affirmant qu'il n'y voyait pas un reflet de la diversité canadienne (cette proposition fut toutefois défaite). L'article 27 reconnait également le multiculturalisme, ce que le Ministère du Patrimoine canadien affirme être une valeur chère aux Canadiens.

## Critiques
La Charte des droits et libertés jouit d'une très grande popularité au Canada ; des sondages effectués en 1987 et 1999 trouvèrent que 82 % des Canadiens estiment que la Charte est une bonne chose (la proportion était plus basse au Québec, à 64 % en 1987, augmentant à 70 % en 1999). Toutefois, le document est critiqué des deux côtés de l'échiquier politique anglocanadien ; en contraste avec le débat au Québec entre fédéralistes et nationalistes. 

### Gauche
Le professeur Michael Mandel est une des critiques de la gauche ; il a écrit que contrairement aux politiciens élus, les juges n'ont pas à être sensibles à la volonté de l'électorat, et ils n'ont pas non plus besoin de s'assurer que leurs décisions peuvent être facilement comprises par le citoyen canadien moyen. 
Selon Mandel, ceci impose une limite à la démocratie. Il affirme également que la Charte a rendu le Canada plus semblable aux États-Unis en favorisant les droits des entreprises et les droits individuels plutôt que les droits collectifs et les droits sociaux. 
Mandel déplore aussi que plusieurs droits qui devraient selon lui être inclus dans la Charte en soient absents, tels le droit à des soins de santé et le droit fondamental à l'instruction gratuite. Ainsi, l'américanisation de la politique canadienne est perçue comme étant aux dépens de valeurs plus importantes aux yeux des Canadiens.

### Droite
À droite, les critiques Morton et Knopff ont soulevé plusieurs inquiétudes concernant la Charte, notamment en affirmant que le gouvernement fédéral l'utilise pour circonscrire les pouvoirs des provinces en s'alliant à divers demandeurs et groupes d'intérêts. Dans leur livre The Charter Revolution & the Court Party, Morton et Knopff exposent en détail leurs soupçons de l'existence de cette alliance, accusant les gouvernements de Trudeau et Chrétien de subventionner différents groupes litigieux. 
Par exemple, ces gouvernements ont utilisé le Programme de contestation judiciaire pour appuyer des réclamations en vertu du droit à l'instruction dans la langue de la minorité. Morton et Knopff affirment également que les procureurs de la Couronne ont intentionnellement perdu des causes dans lesquelles le gouvernement était poursuivi pour la violation alléguée de droits, notamment en ce qui concerne les droits des homosexuels et les droits des femmes.
Le politicologue Rand Dyck, en commentant ces critiques, note que si la portée de la revue judiciaire des juges a été élargie, ils ont tout de même maintenu la plupart des lois qui faisaient l'objet de contestations en vertu de la Charte. En ce qui concerne les groupes d'intérêts litigieux, Dyck fait valoir que « le bilan n'est pas aussi clair que ne le sous-entendent Morton et Knopff. Tous ces groupes ont fait l'expérience de victoires, mais aussi de défaites».

### Francophone
Charles Blattberg, professeur de science politique à l'Université de Montréal, critique la Charte pour avoir contribué à la fragmentation du pays, autant au niveau individuel que collectif. En encourageant un discours centré sur les droits, la Charte crée selon lui un climat de confrontation en politique canadienne, rendant difficile la réalisation du bien commun. 
Blattberg affirme également que la Charte mine la communauté politique canadienne puisqu'il s'agit ultimement d'un document cosmopolite. Enfin, il affirme que les gens seraient plus motivés à soutenir les libertés individuelles si elles étaient exprimées en des termes moins abstraits que ceux des droits.

## Impact à l'étranger
Selon une étude réalisée par le professeur David S. Law, la Charte canadienne des droits et libertés aurait eu un plus grand impact que la Constitution des États-Unis dans la rédaction de nouvelles constitutions nationales depuis la fin du XXe siècle. Le professeur Law soutient que la constitution américaine est en perte d'influence et qu'elle aurait été remplacée comme source d'inspiration pour les pays émergents par d'autres textes constitutionnels, dont notamment la Charte canadienne.
La Charte a notamment influencé la Déclaration des droits dans la Constitution de l'Afrique du Sud.